# Francesca da Rimini

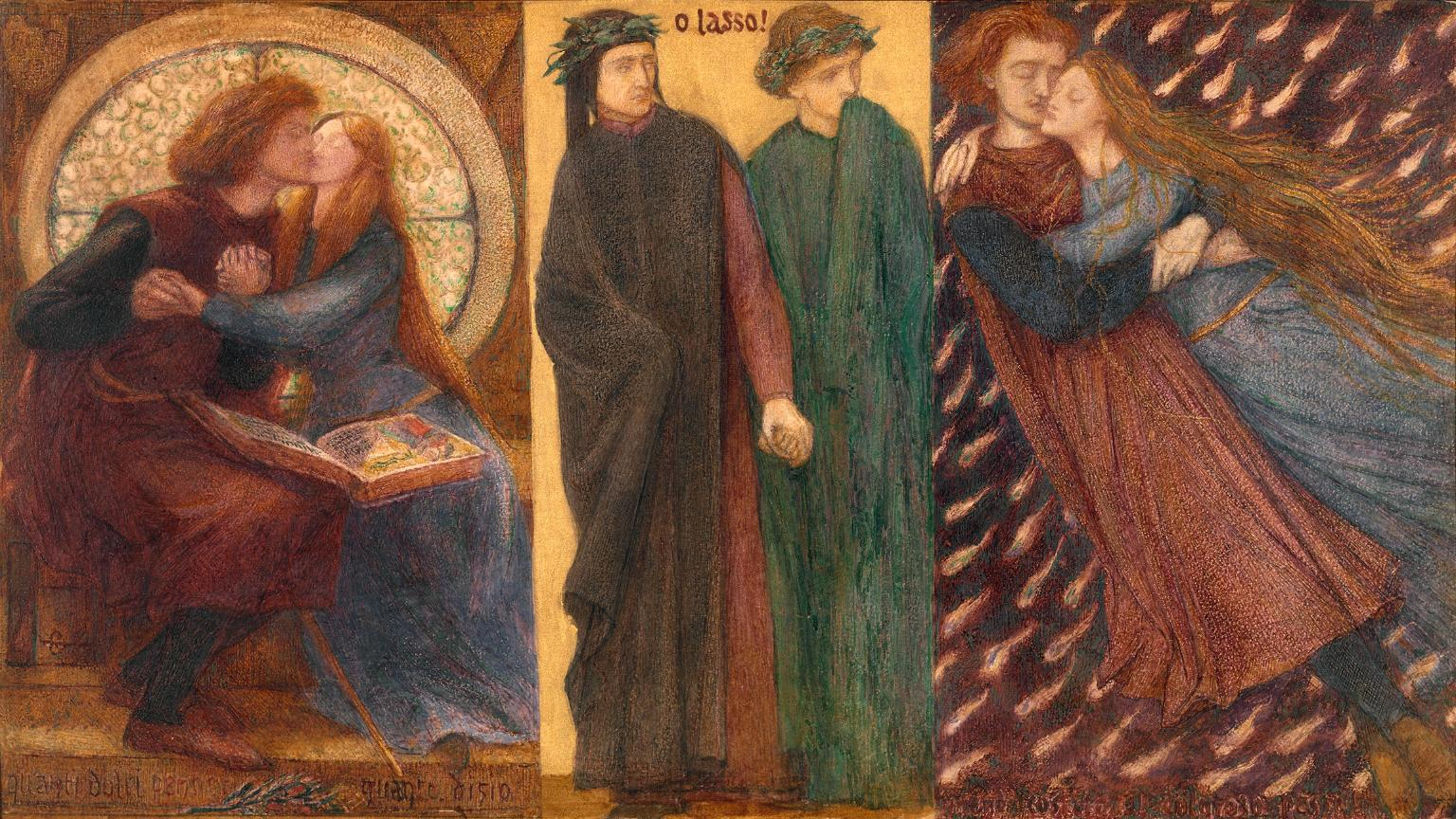
Paolo Malatesta și Francesca da Rimini, pictură de Dante Gabriel Rossetti

Francesca Malatesta da Rimini, fostă da Polenta da Ravenna, (n. 1259, Ravenna, Italia – d. 1285, Gradara, Marchia Anconitana, Statele Papale) este fie un personaj real care a trăit în Evul Mediu în Italia, fie un personaj ficțional apărut pentru prima dată în opera lui Dante Alighieri în secolul al XIV-lea d.Hr. și răspândit apoi, începând cu secolul al optsprezecelea, în cultura occidentală.
Este cunoscută în special pentru dragostea adulterină pe care a avut-o față de cumnatul ei, Paolo Malatesta.

## Adevărul istoric
Francesca da Polenta s-a născut la Ravenna în anul 1255. Era fiica lui Guido di Polenta, sau Guido al III-lea, stăpânul din Ravenna. 
În 1275 s-a căsătorit cu Giovanni Malatesta, zis si Gianciotto Malatesta
Giovanni Malatesta s-a născut la Rimini în anul 1240. Era fiul lui Malatesta da Verucchio, sau "centenarul", stăpânul din Rimini.
Familiile da Polenta din Revenna și Malatesta din Rimini erau printre cele mai importante din Romagna. Cele doua familii se aflau în război, iar nunta a fost făcută pentru a încheia o alianță între acestea. 
Francesca Malatesta da Rimini si Giovanni Malatesta da Rimini au împreuna doi copii - o fiica, Concordia și un fiu, Francesco. 
Orabile Beatrice și Paolo Malatesta da Rimini (presupusul amant al Francescăi din opera Commedia scrisa de Dante Aligheri și fratele mai mic al lui Giovanni Malatesta da Rimini) au și ei la rândul lor doi copii - o fiică Margherita și un fiu, Uberto.

## Ficțiune
Dante Aligheri sugerează o posibilă poveste de dragoste adulterină între Francesca Malatesta da Rimini și cumnatul acesteia, Paolo Malatesta, dedicându-le acestora versurile 73-142 din cântul v din Divina Comedie.
Poetul ne lasă să credem ca aceștia s-au îndrăgostit și au devenit amanți, implicându-se într-o relație adulterină. 
Francesca îi povestește lui Dante cum a început totul în timp ce citeau povestea lui Lancelot și Guinevere.
Au fost uciși de Gianciotto după ce au fost surprinși împreună.
Comentariul lui Boccaccio din 1375 asupra operei Commedia de Dante Aligheri:
Pentru ca fata să fie de acord cu mariajul, dezavantajos ei (Giovanni Malatesta era născut cu o malformație congenitală⁠(d) și era mai in vârsta decat ea), Giovanni Boccaccio sugerează în comentariul său asupra operei Commedia din 1375, ca nunta s-a încheiat cu o procură, Giovanni Malatesta fiind înlocuit de Paolo Malatesta, fratele său mai mic și viitorul cumnat al Francescăi. Acesta nu a știut până a doua zi după nuntă că a fost de fapt înșelată.

## În cultura populară

### Film
- Paolo e Francesca, 1950, film de Raffaello Matarazzo